# 桃蚜
桃蚜（学名：Myzus persicae）为常蚜科瘤蚜屬下的一个种。

## 生態
桃蚜為雜食性蚜蟲，全球皆有分布，主要以有翅型成蟲遷飛至新寄主植物上，而且在遷飛過程中，桃蚜會在葉片上遊走及刺吸等動作，以便尋找適當寄主與取食的部位。
本蟲終年行孤雌生殖，通常胎生無翅型雌蟲。若蟲數過多或水份食物不足而需遷移時，始產生有翅型雌蟲。若蟲經四次脫皮而為成蟲，完成一世代時間甚短。在遷飛至適當寄主植物後，常以無性繁殖方式胎生無翅型幼蚜，聚集在葉芽、花芽及嫩葉處，以刺吸式口器吸收植物汁液，致使植株萎縮、扭曲、花器早凋、花期縮短，往往造成農業傷害。。

## 形態
胎生成蟲體長2公釐，其頭部的觸角生成處有顯著的瘤狀突起，中額凹下，腹管管狀，長過尾片，尾片有毛6根。有性型雌蟲無翅，尾片有毛8 ~ 10根，雄蟲有翅，腹斑不完整。體色有淡紅、棕褐、黃褐、淡綠、黃綠等色，其體色會因寄主植物及季節不同而有所不同，甚至在同一時間、同一植株上的桃蚜，有時也有體色不同的情形。